# Tiếng Daza
Tiếng Daza (còn gọi là Dazaga) là một ngôn ngữ Nin-Sahara được nói bởi người Daza (một phân nhóm người Toubou) cư ngụ tại miền bắc Tchad. Người Daza được gọi là Gouran (Gorane) tại Tchad. Tiếng Daza được nói bởi khoảng 380.000 người, chủ yếu ở khu vực hoang mạc Djurab và vùng Borkou. Đây là một ngôn ngữ tại dãy núi Tibesti, và tại miền đông Niger gần N'guigmi. Nó cũng hiện diện tại các cộng đồng nhỏ ở Libya và Sudan
(thành phố Omdurman có 3.000 người nói thứ tiếng này). Một số kiều dân sinh sống ở Jeddah, Ả Rập Xê Út. Có hai phương ngữ chính là Daza "lõi" và Kara, cùng nhiều phương ngữ nhỏ khác, gồm Kaga, Kanobo, Taruge và Azza. Ngôn ngữ gần nhất với nó là tiếng Tedaga của người Teda (một trong hai nhóm người Toubou).
Nó nằm trong nhánh Tây của nhóm ngôn ngữ Sahara, cùng với tiếng Tedaga, tiếng Kanuri và tiếng Kanembu. Nhánh đông bao gồm tiếng Zaghawa và tiếng Berti.

## Từ vựng
Phương ngữ ở Tchad và Niger chịu ảnh hưởng bởi tiếng Pháp, còn tại Libya và Sudan lại chịu nhiều ảnh hưởng tiếng Ả Rập hơn. Tiếng Daza không phải ngôn ngữ văn học và ít khi được viết. Nó có một số hạn chế về từ vựng. Ví dụ, từ "cảm ơn" không có mặt trong tiếng Daza nên từ shokran tiếng Ả Rập được mượn và thêm vào hậu tố -num. Đa số người Daza nói song ngữ tiếng mẹ đẻ của họ, cùng với tiếng Ả Rập, tiếng Pháo, tiếng Hausa hoặc tiếng Tuareg.

### Số đếm
| Tiếng Việt | Tiếng Daza   | Tiếng Việt | Tiếng Daza      |
| ---------- | ------------ | ---------- | --------------- |
| Một        | Tron         | Mười một   | Murdai sa Tron  |
| Hai        | Jow          | Mười hai   | Murdai sa Jow   |
| Ba         | Aguzo        | Mười ba    | Murdai sa Aguzo |
| Bố         | Twzo         | Mười bốn   | Murdai sa Twzo  |
| Năm        | Foo          | Mười lăm   | Murdai sa Foo   |
| Sáu        | Disi         | Mười sáu   | Murdai sa Disi  |
| Bảy        | Troso        | Mười bảy   | Murdai sa Troso |
| Tám        | Woso         | Mười tám   | Murdai sa Woso  |
| Chín       | Yisi         | Mười chín  | Murdai sa Yisi  |
| Mười       | Murdum       | Hai mươi   | Digiram         |
| Ba mươi    | Murtta Aguzo | Năm mươi   | Murtta Foo      |
| Bốn mươi   | Murtta Twzo  | Một trăm   | Kidri           |

### Từ vựng cơ bản
| Tiếng Việt | Tiếng Daza | Tiếng Việt      | Tiếng Daza            |
| ---------- | ---------- | --------------- | --------------------- |
| Đàn ông    | Anji       | Chào buổi sáng  | Wasa Nisira           |
| Phụ nữ     | Ari        | Chúc ngủ ngon   | Kalar Dizoo           |
| Gia đình   | Ama Yaga   | Cảm ơn          | Shukran Num           |
| Anh em     | Dagi       | Tên tôi là...   | Tan Sortango          |
| Chị em     | Duroo      | Tên bạn là gì?  | Sornuma Jaa?          |
| Bố         | Abaa       | Bạn khỏe không? | Inta wWsura?          |
| Mẹ         | Ayi        | Tôi khỏe        | Kala Layy or Tan Wasu |
| Bạn        | Sardu      | Làm ơn          | jinda                 |
| Cuộc sống  | Dina       | Đất nước        | Ni                    |
| Cái chết   | Noso       | Tôn giáo        | Din                   |